# Carmen Sammut
Carmen Sammut (Malta) és la líder de la Unió Internacional de Superiors Generals (UISG) i la superior general de les Missioneres de Nostra Senyora d'Àfrica, conegudes com les Germanes Blanques. És una monja catòlica romana.

## Biografia
Nascuda a Malta, va treballar 28 anys com a mestra a Algèria, Tunísia i Mauritània. Parla Maltès, anglès, francès i àrab. El 2011, esdevingué Superiora General del seu orde.
El maig del 2013, Sammut va ser elegida com a nova presidenta de la Unió Internacional de Superiors Generals (UISG).